# Valero
Valero è un comune spagnolo di 449 abitanti situato nella comunità autonoma di Castiglia e León.